# Cantonul Naucelle
Cantonul Naucelle este un canton din arondismentul Rodez, departamentul Aveyron, regiunea Midi-Pyrénées, Franța.

## Comune
- Cabanès
- Camjac
- Centrès
- Meljac
- Naucelle (reședință)
- Quins
- Saint-Just-sur-Viaur
- Tauriac-de-Naucelle